# Burundi
Burundi je mala celinska država v Vzhodni Afriki. Na severu meji na Ruando, na vzhodu in jugu na Tanzanijo ter na zahodu na Demokratično republiko Kongo. Glavno mesto je Gitega.

## Zgodovina
Kraljevino Burundi so ustanovili v 16. stoletju iz severa doseljeni vojščaki iz plemena Tutsijev, ko so si podredili domorodne Hutujce. V naslednjih stoletjih se je širila na račun šibkejših sosedov in tekmovala s sosednjo Ruando. Evropski raziskovalci in misijonarji so prispeli na to območje sredi 19. stoletja. Leta 1899, po kolonialni razdelitvi Afrike, je Burundi postal skupaj z Ruando del Nemške vzhodne Afrike. Kljub močnejši vojski pa Nemcem ni uspelo zlomiti moči kralja Mwezija Gisaba, ki je nasprotoval evropskim običajem. So pa zaradi izpostavljenosti Evropejcem domače prebivalstvo prizadele uničujoče epidemije bolezni v letih od 1905 do 1914. Leta 1916, sredi prve svetovne vojne, so ozemlje okupirale belgijske oborožene sile in ga leta 1923 zadržale kot mandatno ozemlje Lige narodov pod nazivom Ruanda - Urundi. Po drugi svetovni vojni je postalo skrbniško ozemlje Združenih narodov pod belgijsko upravo, ki je nastavila kralja iz manjšinskega plemena Tutsijev.
Po letu 1948 sta bili z dovoljenjem Belgije ustanovljeni Stranka narodne enotnosti in napredka (Parti de l'Unité et du Progrès National du Burundi - UPRONA), ki jo je vodil Louis Rwagasore, sin kralja Charlesa Mwanbutse, in Krščansko demokratska stranka (PDC), ki jo je podpirala Belgija. Na prvih parlamentarnih volitvah pod nadzorom Združenih narodov, 16. septembra 1961, sta zmagala Louis Rwagasore in njegova UPRONA, vendar je postal kmalu po oblikovanju vlade žrtev političnega atentata.
1. januarja 1962 je Burundi dobil notranjo samoupravo, 1. julija 1962 pa po odločitvi Združenih narodov skupaj z Ruando postal neodvisna država, oblikovana kot ustavna monarhija. 28. novembra 1966 je vojaška hunta strmoglavila kralja Ntara V Ndizeya in razglasila republiko.